# Agrostis nevskii
Agrostis nevskii är en gräsart som beskrevs av Nikolai Nikolaievich Tzvelev. Agrostis nevskii ingår i släktet ven, och familjen gräs. Inga underarter finns listade i Catalogue of Life.